# Drapeau d'appel au ciel

Le drapeau d'appel au ciel ou drapeau du pin, est l'un des drapeaux qui ont été brandis lors de la révolution américaine. Représentant un pin, accompagné de la devise "Un appel au ciel", ou moins fréquemment "Un appel à Dieu", il a été employé par une escadre de six goélettes commissionnées sous l'égide de George Washington en tant que commandant en chef de la Continental Army à partir d'octobre 1775. 
Le pin est un symbole traditionnel de la Nouvelle-Angleterre. La phrase "appel au ciel" apparaît dans le Traité du gouvernement civil de John Locke, où il est brandi dans le but de décrire le droit de révolution.
Il est également brandi par les activistes libertariens ainsi que les amateurs de la révolution américaine afin de commémorer le Pine Tree Riot, l'un des premiers actes de résistance des colons américains à l'autorité royale britannique ayant probablement abouti à la révolution américaine.

## Contexte
Le symbole du pin peut avoir été utilisé par les Iroquois avant l'arrivée des Pères pèlerins. Le terme "pin" fait également référence aux chênes, aux saules, ainsi qu'à d'autres arbres. Les colons adoptèrent le pin comme symbole et devise au XVIIe siècle, comprenant des variantes du drapeau de la Nouvelle-Angleterre ainsi que la monnaie produite par la colonie de la baie du Massachusetts entre 1652 et 1682.

### Appel au ciel
La phrase "Appel au ciel" est une expression particulière du droit de révolution utilisée par le philosophe britannique John Locke dans son Traité du gouvernement civil. L'ouvrage est paru en 1690 et rejeta la théorie du droit divin. Au chapitre III :
« Mais quand la violence cesse, l'état de guerre cesse aussi entre ceux qui sont
membres d'une même société ; et ils sont tous également obligés de se soumettre à la pure détermination des lois : car alors ils ont le remède de l'appel pour les injures passées, et pour prévenir le dommage qu'ils pourraient recevoir à l'avenir. Que s'il n'y a point de tribunal devant lequel on puisse porter les causes, comme dans l'état de nature; s'il n'y a point de lois positives et de juges revêtus d'autorités ; l'État de guerre ayant une fois commencé, la partie innocente y peut continuer avec justice, pour détruire son ennemi, toutes les fois qu'il en aura le moyen, jusques à ce que l'agresseur offre la paix et désire se réconcilier, sous des conditions qui soient capables de réparer le mal qu'il a fait, et de mettre l'innocent en sûreté pour l'avenir. Je dis bien plus, si on peut appeler aux lois, et s'il y a des juges établis pour régler les différends, mais que ce remède soit inutile, soit refusé par une manifeste corruption de la justice, et du sens des lois, afin de protéger et indemniser la violence et les injures de quelques-uns et de quelque parti; il est mal aisé d'envisager ce désordre autrement que comme un état de guerre : car lors même que ceux qui ont été établis pour administrer la justice, ont usé de violence, et fait des injustices; c'est toujours injustice, c'est toujours violence, quelque nom qu'on donne à leur conduite, et quelque prétexte, quelques formalités de justice qu'on allègue, puisque, après tout, le but des lois est de protéger et soutenir l'innocent, et de prononcer des jugements équitables à l'égard de ceux qui sont soumis à ces lois. Si donc on n'agit pas de bonne foi en cette occasion, on fait la guerre à ceux qui en souffrent, lesquels ne pouvant plus attendre de justice sur la terre, n'ont plus, pour remède, que le droit d'appel au Ciel. »
Ainsi qu'au chapitre 14 :
« On pourra proposer sur cette matière de la prérogative, cette vieille question :
Qui jugera si le pouvoir exécutif a fait un bon usage de sa prérogative ? Je réponds, qu'il ne peut y avoir de juge sur la terre entre le pouvoir exécutif, qui, avec une semblable prérogative, est sur pied, et le pouvoir législatif, qui dépend, par rapport à sa convocation, de la volonté du pouvoir exécutif; qu'il n'y en peut avoir non plus entre le pouvoir législatif et le peuple : de sorte que, soit que le pouvoir exécutif, ou le pouvoir législatif, lorsqu'il a la suprême puissance entre les mains, ait dessein et entreprenne de le rendre esclave et de le détruire, le peuple n'a d'autre remède à employer, en cette sorte de cas, aussi bien que dans tous les autres, dans lesquels il n'a point de juge sur la terre, que d'en appeler au Ciel. D'un côté, les conducteurs, par de telles entreprises, exercent un pouvoir que le peuple n'a jamais remis entre leurs mains, et ne peut jamais y avoir remis, puisqu'il n'est pas possible qu'il ait jamais consenti qu'ils le gouvernassent, et qu'ils dominassent sur lui, à son désavantage et à son préjudice, et fissent ce qu'ils n'avaient point droit de faire; de l'autre, le peuple n'a point de juge sur la terre à qui il puisse appeler contre les injustices de ses conducteurs; ainsi, de tout cela, résulte le droit d'appeler au Ciel, s'il s'agit de quelque chose qui soit assez importante. C'est pourquoi, quoique le peuple, par la constitution du gouvernement, ne puisse être juge ni avoir de pouvoir supérieur, pour former des
arrêts en cette rencontre : néanmoins, en vertu d'une loi qui précède toutes les lois
positives des hommes, et qui est prédominante, il s'est réservé un droit qui appartient généralement à tous les hommes, lorsqu'il n'y a point d'appel sur la terre; savoir, le droit d'examiner s'il ajuste sujet d'appeler au Ciel. On ne peut, même légitimement, renoncer à un droit si essentiel et si considérable, parce que personne ne peut se soumettre à un autre, jusqu'à lui donner la liberté de le détruire et de le rendre malheureux. Dieu et la nature ne permettent jamais, à qui que ce soit, de s'abandonner tellement soi-même, que de négliger sa propre conservation; comme nous ne sommes point en droit de nous ôter la vie, nous ne saurions, par conséquent, avoir droit de donner à d'autres le pouvoir de nous l'ôter. Et que personne ne s'imagine que ce droit et ce privilège des peuples soient une source de perpétuels désordres; car on ne s'en sert jamais que lorsque les inconvénients sont devenus si grands, que le plus grand nombre des membres de l'État en souffre beaucoup, et sent qu'il est absolument nécessaire d'y remédier. Les Princes sages, qui gouvernent selon les lois, et qui ont à cœur le bien public, n'ont point à craindre cette sorte de dangers et de désordres qu'on fait sonner si haut; il ne tient qu'aux conducteurs de les éviter, comme des choses auxquelles effectivement ils doivent prendre garde de n'être pas exposés. »
Les ouvrages de Locke datant de l'âge des Lumières concernant la philosophie gouvernementale furent reconnus et fréquemment cités par des chefs coloniaux entre 1760 et 1776, avant l'indépendance américaine. L'œuvre de Locke ayant le plus influencé la philosophie gouvernementale américaine a été son Traité du gouvernement civil, et fut utilisée dans le but de défendre la laïcisation des organisations politiques américaines. Richard Henry Lee, un signataire de la Déclaration d'indépendance, perçut la Déclaration comme ayant été copiée à partir de cet ouvrage. Locke n’était pas seulement l’un des philosophes politiques les plus cités pendant l’ère fondatrice (entre 1776 et 1779), mais aussi la source la plus fréquemment citée dans les années 1760 à 1776 (la période précédant la Déclaration d’indépendance). 

## Motif et adoption
Un drapeau représentant un pin, "un drapeau rouge accompagné de la Croix de saint Georges dans le canton ainsi qu'un pin vert dans le premier quartier", fut brandi en Nouvelle-Angleterre dès 1704 et a pu avoir battu la Bataille de Bunker Hill en 1775. Il apparaît aussi ayant un "champ blanc accompagné de la devise 'Un appel au ciel' au-dessus du pin",. 
Dans une lettre datant du 20 octobre 1775, le secrétaire du général Washington, le colonel Joseph Reed, suggéra un "drapeau accompagné d'un fond blanc ainsi qu'un pin au milieu, la devise UN APPEL AU CIEL" pouvant être utilisé pour les navires que Washington aura expédié,. Deux chalands américains lourdement armés, ou "batteries flottantes", furent lancés sur la rivière Charles en septembre 1775 ayant pour enseigne le drapeau d'appel au ciel ; dans sa lettre, Reed décrivit la bannière qu'il proposa comme "le drapeau de nos batteries flottantes",. Les six goélettes commissionnées par le Congrès à partir d'octobre 1775 afin d'intercepter les navires britanniques entrant à Boston arborèrent le drapeau d'appel au ciel,. 
L'année suivante, le 29 avril 1776, le Conseil du Massachusetts établit le drapeau de la Marine d'État du Massachusetts accompagné d'une déclaration : « ... que les Couleurs soient un Drapeau blanc, accompagné d'un Pin vert, ainsi que de l'Inscription, 'Un Appel Au Ciel' »,. 
Le Drapeau du Pin fut décrit comme l'un des drapeaux les plus importants dans les colonies entre 1775 et 1776, et l'image central du pin représente la richesse et le pouvoir, en raison des grands arbres si importants à la Marine Royale, comme mâts pour les navires de guerre.
Le drapeau fut un drapeau régional populaire de la Nouvelle-Angleterre et déployer afin de rassembler les troupes lors de la révolution américaine avant que le Congrès n'adopte les étoiles et les rayures. Le drapeau a pu servir d'inspiration aux arbres de la liberté ainsi qu'aux poteaux de la liberté. 
Un Drapeau du Pin apparaissait sur un mouchoir (faisant parfois référence à un bandana) représentant George Washington à cheval, entouré de divers drapeaux, remontant à 1776 ou 1777 et attribué à John Hewson,. Jonathan Trumbull présente une variante du drapeau dans son tableau datant de 1785, La Mort du général Warren à la bataille de Bunker Hill, le 17 juin 1775, représentant les événements de la Bataille de Bunker Hill.

## Usage sur d'autres drapeaux

### Massachusetts
Le Drapeau du Pin a été adopté en tant que drapeau du Massachusetts à la suite de la révolution américaine et fut utilisé de 1775 à 1780. En 1908, le Massachusetts adopta un nouveau drapeau, et au verso de ce drapeau, le pin pouvait encore être visible. En 1971, le verso du drapeau a été retiré.
Le Drapeau du Pin est le pavillon officiel du Massachusetts, bien que l'inscription "Un appel au ciel" a été enlevé du drapeau en 1971. Il fut déployé par les navires de la marine nationale en plus du départ des corsaires.

### Maine
Le Maine, surnommé l' "État du pin", de 1901 à 1909, employa un drapeau ayant un pin sur champ chamois accompagné d'une étoile bleue dans le canton. 
La Garde nationale de l'armée du Maine cite également le Drapeau du Pin comme étant un symbole militaire historique du Maine, déclarant qu'il fut présenté en juillet 1775 au 31e régiment d'infanterie du Massachusetts, dont les soldats furent recrutés du Maine actuel. Le régiment défila à Boston poursuivant les batailles de Lexington et de Concord, puis servit au Siège de Boston. 
En 2024, une question référendaire a été posée sur les bulletins de vote des élections générales dans le Maine, avec le Référendum de 2024 sur le drapeau du Maine demandant aux électeurs : Êtes-vous favorable à ce que l’ancien drapeau de l’État, remplacé comme drapeau officiel de l’État en 1909 et communément connu sous le nom de drapeau du pin, devienne le drapeau officiel de l’État ? La mesure échoua, remportant 55% de NON.
L'actuel drapeau du Maine emploie toujours un pin comme motif.

### Vermont
Le drapeau du Vermont utilise un pin ainsi que des branches de pin comme motif.

### Galerie

Le drapeau de la Nouvelle-Angleterre
Ancien drapeau du Maine (1901-1909)
Actuelle enseigne navale du Massachusetts
Verso du drapeau du Massachusetts (1908-1971)

## Usage récent (des années 1960 à nos jours)

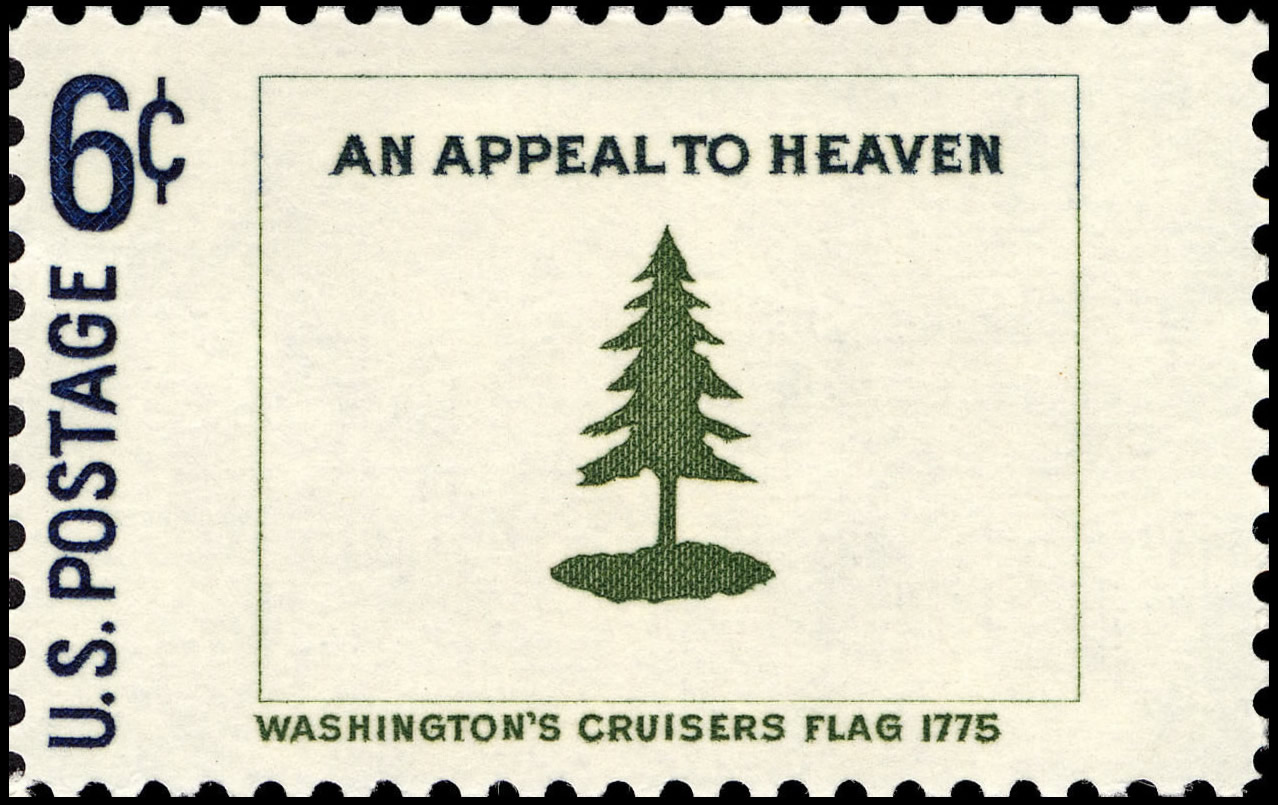
Timbre-poste américain de 1968 représentant le « drapeau des croiseurs de Washington »

En 1968, le drapeau du Pin, ou "Drapeau des croiseurs de Washington", fut illustré dans la série de timbres de drapeaux américains historiques à 6 ¢ imprimée par le Bureau de la gravure et de l'impression. 
De 1964 à 2024, le drapeau fut hissé devant l'Hôtel de ville de San Francisco dans le cadre d'une collection des drapeaux américains historiques. Il fut également déployé au Faneuil Hall de Boston, au sein de l'Ancienne et honorable compagnie d'artillerie du Massachusetts. 
Dans les années 2020, le drapeau fut brandi lors d'événements auxquels assistèrent de nombreuses organisations d'extrême droite, y compris un élément nationaliste chrétien du mouvement "Stop the Steal" engendré par Donald Trump.
En mai 2024, les médias d'information rapportèrent que le drapeau avait été hissé à la maison de vacances du juge de la Cour suprême des États-Unis Samuel Alito en 2023. Cela a attiré l’attention des médias puisque le drapeau fut déployé par les partisans du mouvement "Stop the Steal",,. Le juge déclara que sa femme avait déployé le drapeau, mentionna le contexte historique du symbole, et refusa de se récuser des affaires en cours impliquant l'Élection présidentielle américaine de 2020,.
A partir de 2024, le "symbolisme du pin est omniprésent" en Nouvelle-Angleterre, dont le Drapeau du Pin est "une icône reconnue", et les projets de changer le drapeau du Maine en Drapeau du Pin sont soutenus autant par les partisans démocrates que républicains,.

## Galerie

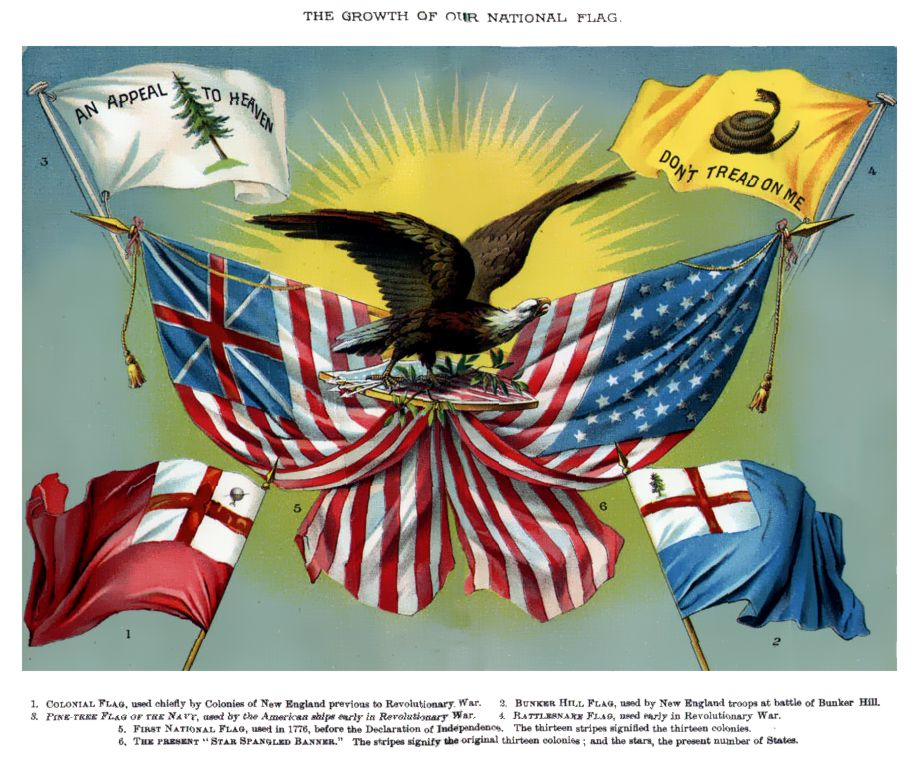
Manuel scolaire américain, 1885, représentant (dans le sens des aiguilles d'une montre, en partant du coin supérieur gauche) : le drapeau du Pin (champ blanc), le drapeau de Gadsden (champ jaune), le drapeau américain, le drapeau de Bunker Hill (champ bleu), le drapeau de la Nouvelle-Angleterre (champ rouge) et le Grand Union Flag
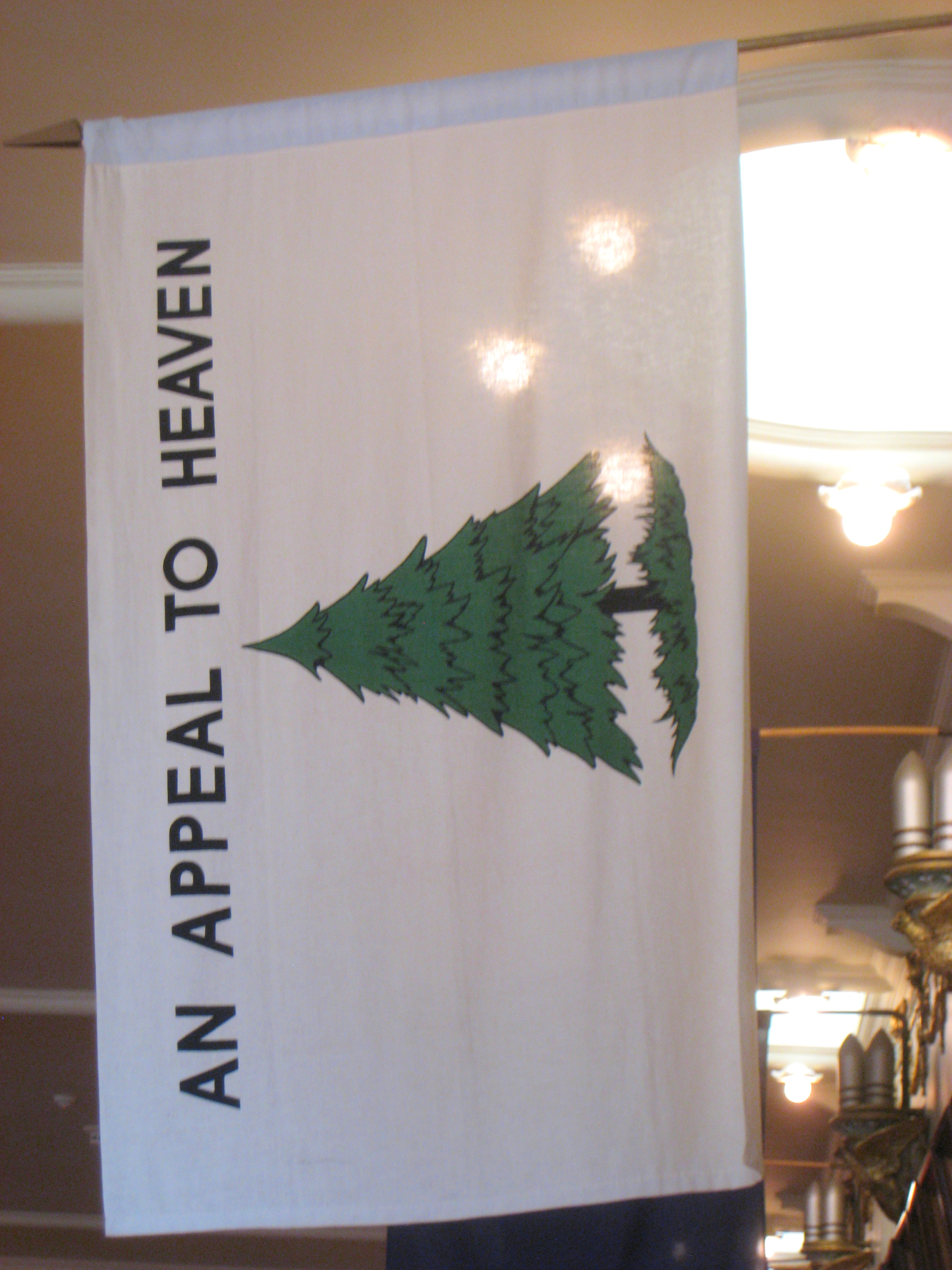
Le drapeau déployé au Faneuil Hall à Boston en 2010
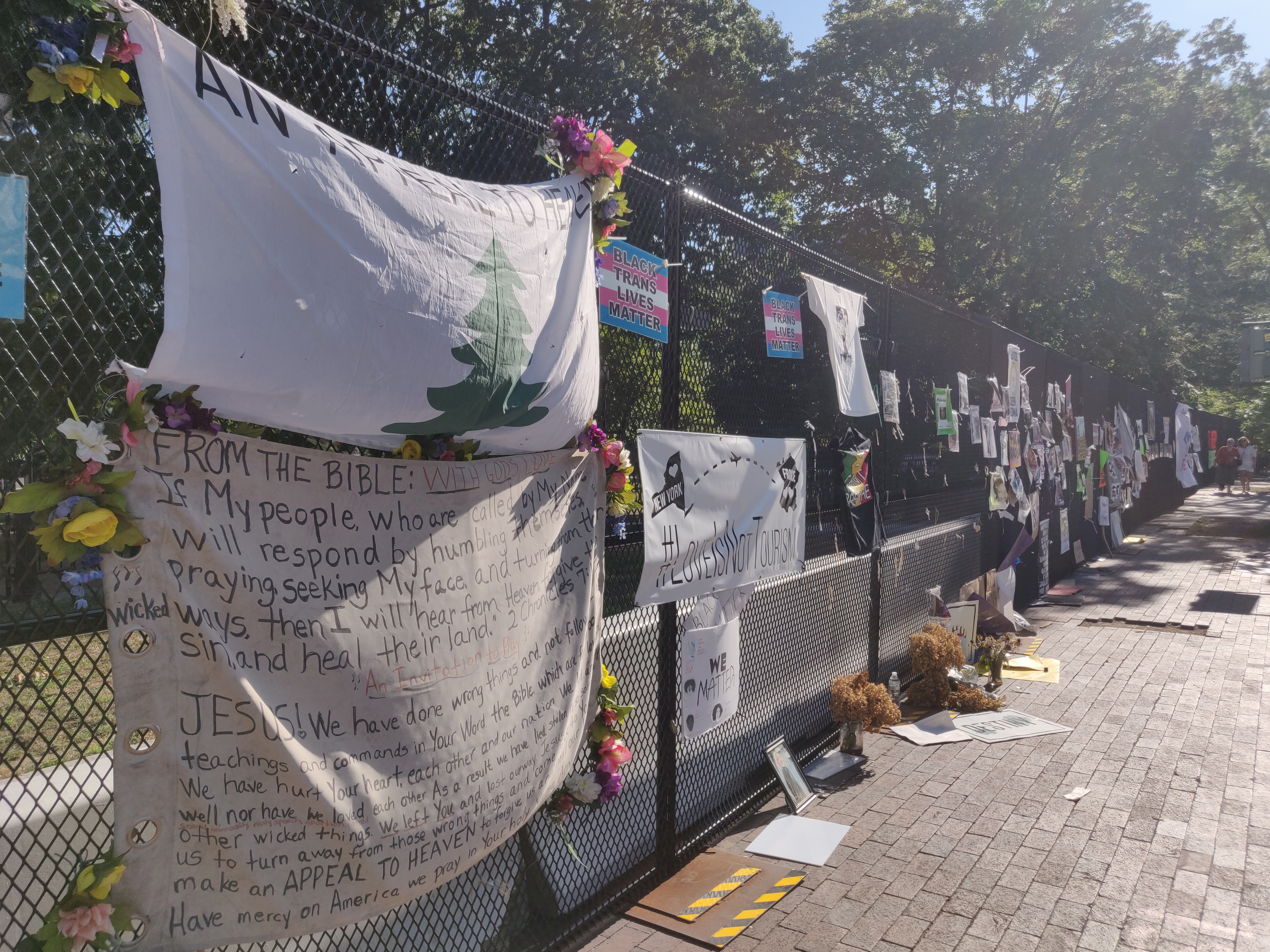
Le drapeau du Pin étant déployé à une manifestation Black Lives Matter en juillet 2020
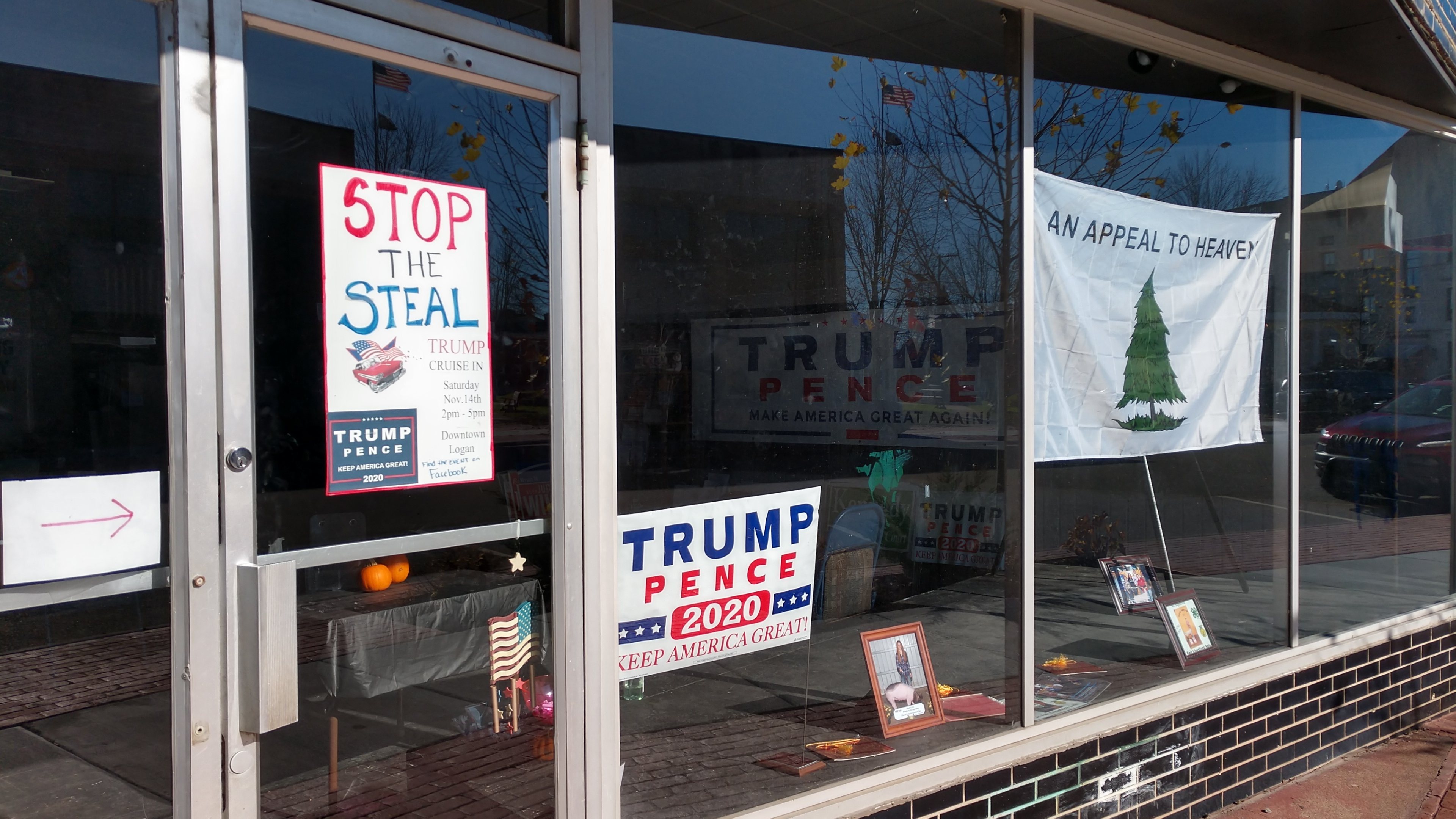
Drapeau du Pin exposé dans un « local de la victoire de Trump » en novembre 2020